# Trillions
Trillions é uma canção da cantora, compositora e americana  Alicia Keys com a participação do cantor americano Brent Faiyaz. Foi lançada como single de Keys II, que é uma de reedição de seu oitavo álbum estúdio, Keys (2021). A canção é uma versão reformulada da música "Billions", apresentada em Keys.

## Recepção da Crítica
Christina Le Sirena do site Artist Unlocked disse que a música contém letras "edificantes e encorajadoras", enquanto "a parte de Faiyaz na música apenas acrescenta mais vida à já frutífera canção". Jon Powell do Revolt, a canção é uma "ode ao amor pelos outros e por si mesmo". Jordan Farville, do The Fader, disse que na música "Keys está mais do que feliz em nadar em sua sopa confusa de cantos coloridos paisley" e acrescentou que a música "poderia facilmente ser um lado b do novo álbum Wasteland de Faiyaz". Rashad do That Grape Juice chamou de " "cativante".

## Videoclipe
No videoclipe dirigido por Bobby Banks e Ramon Rivas, Keys e Faiyaz estão dentro de um estúdio ao lado de um piano de cauda e se aquecendo sob várias cores de luzes. Foi lançado em 12 de Agosto de 2022 em seu canal oficial do Youtube/Vevo.

## Faixas e formatos
| Download Digital |                                                               |         |  |
| N.º              | Título                                                        | Duração |  |
| 1.               | "Trillions (Radio Edit)" (com a participação de Brent Faiyaz) | 2:28    |  |

## Desempenho nas tabelas musicais
"Trillions" alcançou a primeira posição da parada Adult R&B Airplay da Billboard e quebrou recorde totalizando sua 13ª música em #1 e fazendo de Keys a artista com mais músicas em primeiro lugar na parada.

### Posições
| Tabela musical (2022)                            | Melhor posição |
| ------------------------------------------------ | -------------- |
| Estados Unidos (Adult R&B Airplay) (Billboard)   | 1              |
| Estados Unidos (R&B/Hip-Hop Airplay) (Billboard) | 23             |

### Histórico de lançamento
| País           | Data                   | Formato                     | Gravadora |
| -------------- | ---------------------- | --------------------------- | --------- |
| Estados Unidos | 23 de Agosto de 2022   | Download digital, streaming | RCA       |
| Estados Unidos | 23 de Agosto de 2022   | Radio Urban                 | RCA       |
| Mundo          | 27 de Setembro de 2022 | Streaming                   |           |